# Floriano (tiểu vùng)
Floriano là một tiểu vùng thuộc bang Piauí, Brasil. Tiều vùng này có diện tích 18333 km², dân số năm 2007 là 119298 người.